# Rhene eximia
Espèce
Rhene eximia est une espèce d'araignées aranéomorphes de la famille des Salticidae.

## Distribution
Cette espèce est endémique du district de Wakiso en Ouganda,. Elle se rencontre vers Entebbe.

## Description
La carapace du mâle paratype mesure 2,5 mm de long sur 1,9 mm et l'abdomen 2,8 mm de long sur 1,7 mm et la carapace des femelles de 2,3 à 2,5 mm de long sur de 1,8 à 1,9 mm et l'abdomen de 3,2 à 3,5 mm de long sur de 1,7 à 1,9 mm.

## Systématique et taxinomie
Cette espèce a été décrite par Wiśniewski et Wesołowska en 2024.

## Publication originale
- Wiśniewski & Wesołowska, 2024 : « Jumping spiders (Salticidae) of Uganda – revised list, new species and distributional data. » European Journal of Taxonomy, vol. 952, p. 1-171 (texte intégral).